# Franklin megye (Alabama)
Franklin megye az Amerikai Egyesült Államokban, azon belül Alabama államban található. A Mississippi állam határán, Alabama északnyugati részén található Franklin megye az állam legérintetlenebb helyeinek otthona, köztük a Dismals Canyonnak . A megye az egyik első vasércbányászati központ volt az államban, az itt bányászott vasércnek jelentős szerepe volt a mexikói háborúban és a polgárháborúban is . A megyét egy öttagú bizottság irányítja. Megyeszékhelye és legnagyobb városa Russellville. Lakosainak száma 32 113 fő (2020. április 1.). Franklin megye Colbert, Tishomingo, Itawamba, Lawrence, Winston és Marion megyékkel határos.

## Történet
Franklin megyét 1818. február 6-án alapították, majdnem két évvel Alabama állammá válása előtt. A megyét Benjamin Franklin ről nevezték el, és eredetileg Colbert megye egyes részeit foglalta magában . Franklin megye területén egykor Chickasawok , Cherokeek és Creek ek éltek. 1820-ban a szövetségi kormány befejezte a Jackson's Military Roadot amit (Andrew Jackson tábornokról neveztek el), ami lerövidítette az utazási időt Nashville és New Orleans között Franklin megye egyes részein is áthaladt. 1840-ben a megye az állam egyik vezető vasgyártójává vált. A Cedar Creek Vasműben előállított vas egyaránt segítette a mexikói és a polgárháborús erőfeszítéseket. A kemence 1864 júliusában megsemmisült Lovell H. Rousseau uniós tábornok Alabamán keresztüli rajtaütése során.
A megyei vezetők éveken át harcoltak a megyeszékhely helyéért, és 1820-ban Russellville-ben  állapodtak meg, William Russell őrnagyról nevezték el, aki segédkezett az út építése során és később itt telepedett le. 1832-ben Franklin megyében megnyílt az állam első vasútvonala, a Tuscumbia Railroad. 1849-ben Tuscumbia városának (ma Colbert megyében) vezetői lobbizni kezdtek a megyeszékhely megváltoztatásáért. Végül Russellville és Tuscumbia vezetése megállapodott abban, hogy a megyeszékhelyet egy központi helyre helyezik át, amelyet Frankfortnak neveztek el. Colbert megye 1867-es létrehozása után a Franklin megye székhelyét Belgreenbe helyezték át, amely mindaddig a székhely maradt, amíg egy titokzatos tűzvész elpusztította a városháza épületét 1890-ben. Választást írtak ki az új székhely meghatározására. Russellville és a rivális Isbell városa között választhattak. Végül Russellville városa nyert szoros küzdelemben, és a megyeszékhelyet 1891-ben visszahelyezték eredeti helyére.

## Népesség
A 2020-as népszámlálási becslések szerint Franklin megye lakossága 32 113 fő volt a következő eloszlás szerint.
| Rassz            | lélekszám | százalék | rangsor az állam 67 megyéje közül |
| ---------------- | --------- | -------- | --------------------------------- |
| Teljes           | 32113 fő  | 0,67     | 37                                |
| Fehér            | 23581 fő  | 73,4     | 25                                |
| Spanyol          | 6259 fő   | 19,5     | 1                                 |
| Afroamerikai     | 1139 fő   | 3,5      | 60                                |
| Több rasszú      | 860 fő    | 2,7      | 48                                |
| Őslakos és egyéb | 207 fő    | 0,6      | 24                                |
| Ázsiai           | 67 fő     | 0,2      | 55                                |

A megyeszékhelynek, Russellville-nek 9803 lakosa volt.
 Egyéb jelentősebb települések közé tartozik a Red Bay , Vina és Hodges. 
A háztartások mediánjövedelme 41 147 dollár volt, szemben az állam egészének 52 035 dollárjával, az egy főre jutó jövedelem pedig 21 503 dollár volt, szemben az állam egészének 28 934 dollárjával.
A megye népességének változása:
| Lakosok száma | 31 757 | 31 765 | 31 685 | 31 532 | 31 696 | 32 113 |
|               | 2010   | 2011   | 2012   | 2013   | 2015   | 2020   |

## Gazdaság
Mint Alabama nagy részén a 19. és a huszadik század elején, a korai Franklin megyében a mezőgazdaság és az állattenyésztés volt a fő iparág, főként gyapotot és kukoricát termesztettek. De ezen kivül Russellville melletti Cedar Creek partján jelentős vasérc lelőhelyek voltak. A rengeteg vasércnek köszönhetően a Cedar Creek Furnace az állam egyik vezető bányászati és vasgyártóközpontja lett. A kemencében előállított vasat Mobile-ba szállították , és a mexikói háborúban használták fel, később pedig a polgárháború idején lőszergyártásra használták. A mai Franklin megye legnagyobb iparágai a baromfifeldolgozás és a tartós cikkek gyártása, egyéb iparágak közé tartozik a mezőgazdaság, az állattenyésztés, a faanyag és a kőbányászat.

## Foglalkoztatás
A 2020-as népszámlálási becslések szerint Franklin megyében a munkaerő a következő ipari kategóriák között oszlik meg:
- Feldolgozóipar (30,8 százalék)
- Oktatási szolgáltatások, valamint egészségügyi és szociális segélyek (17,9 százalék)
- Építőipar (9,0 százalék)
- Kiskereskedelem (9,0 százalék)
- Szakmai, tudományos, gazdálkodási, valamint adminisztratív és hulladékgazdálkodási szolgáltatások (5,7 százalék)
- Művészetek, szórakoztatás, rekreáció, valamint szállás- és étkezési szolgáltatások (5,3 százalék)
- Szállítás és raktározás, valamint közművek (4,7 százalék)
- Egyéb szolgáltatások, kivéve a közigazgatást (4,6 százalék)
- Közigazgatás (3,3 százalék)
- Nagykereskedelem (3,2 százalék)
- Pénzügy és biztosítás, valamint ingatlan, bérbeadás és lízing (3,1 százalék)
- Mezőgazdaság , erdészet, halászat és vadászat , valamint nyersanyag-kitermelés (2,1 százalék)
- Információ (1,5 százalék)

## Oktatás
A Franklin megyében hét iskola van. Ezenkívül Russellville városában további négy iskola található. Franklin megyében található a Northwest Shoals Community College, az egyetlen teljesen akkreditált közösségi főiskola Észak-Alabamában.

## Földrajz
Az 1674 négyzetkilométer területű Franklin megye az állam északnyugati részén fekszik, teljes egészében a Highland Rim régión belül.
A megye északi-középső részén folyik át a Cedar Creek, a Tennessee folyó mellékfolyója, a megye délnyugati sarkán pedig a Bear Creek, amely szintén a Tennessee folyó mellékfolyója. Az 1960-as és 1980 között a Tennessee Valley Authority (TVA) mindkét folyón gátat épített és víztározókat hozott létre. A megye keleti felén halad át a Mud Creek, a Luxapilla creek mellékfolyója. Az US 43 észak-déli irányban halad át a megye nyugati-középső részén. Russellville Municipal Airport a megye egyetlen nyilvános repülőtere .

## Események, érdekes helyek
A Bear Creek népszerű a kenusok és kajakosok körében , és festői sziklafalak határolják. A Bear Creek-tó 8000 hektáron fekszik és kiváló szabadídős tevékenységre. A Dismals Canyon az ország egyik legeldugottabb és legszebb területe. A kanyonban vízesések, több mint 350 növényfaj található, és a köznyelvben "dismalites" néven ismert furcsa, kékesen izzó rovarok melyek valójában kisebb bogarakkal táplálkozó légylárvák. Ezenkívül a William Bankhead Nemzeti Erdő egy része a megye délkeleti határán található. A Rock Bridge Canyon Equestrian Park ad otthont Alabama legnagyobb sziklaképződményének, egy óriási homokkősziklának, amelyet kvarclerakódások vannak beágyazódva, és amely 285 méter magasan emelkedik.
A Red Bay-i Red Bay Múzeum a város történetéhez kapcsolódó tárgyakat mutat be, különösen a leghíresebb lakóját, a countryzene sztárját, Tammy Wynette-et . Russellville városa minden augusztusban ad otthont az éves Görögdinnye Fesztiválnak, amelyen díszszemlével, kézműves foglalkozásokkal és teniszversenyekkel várják a vendégeket.